# U 333 (Kriegsmarine)
De U 333 was een type VIIC U-boot van de Duitse Kriegsmarine tijdens de Tweede Wereldoorlog. De U 333 werd bijna slachtoffer van een verrassingsaanval door nieuwe geallieerde radar-apparatuur. Op dat moment was Oberleutnant-zur-See Werner Schwaff de bevelhebber. De laatste commandant was kapitein-luitenant-ter-zee Hans Fiedler.

## Geschiedenis
4 maart 1943 - Enkele weken na de verrassende aanval op de U 519, werd tevens de U 333 bijna fataal getroffen. Hij werd onverwachts aangevallen door een Vickers Wellington-vliegtuig, maar deze keer kwam de U-boot als overwinnaar uit de strijd, want die schoot de bommenwerper neer. De U-boot bevestigde dat de radiodetector niet had gewaarschuwd voor de radar van het vliegtuig en vanaf toen begon het U-bootwapen te vermoeden dat de Britse luchtpatrouilles beschikten over nieuwe radarapparatuur. Dat was de 10-cm radar, waarvan er eind 1942 niet genoeg konden worden geproduceerd, maar nu in de meeste geallieerde vliegtuigen waren gemonteerd. Gelukkig voor de U 333 kon men het Duitse opperbevel over dit nieuwe geallieerde apparaat informeren. De volgende U-bootvloot die vanuit de Golf van Biskaje-bases vertrok, was verwittigd van dit nieuwe gevaar. Men moest nu nog omzichtiger de geallieerde konvooien benaderen, indien men niet door een verrassingsaanval ten onder wenste te gaan.

## GebeurtenisU 333
6 oktober 1942 - De U-boot verloor 3 man, enige anderen werd gewond, met inbegrip van de toenmalige kapitein-luitenant-ter-zee Peter-Erich Cremer, tijdens een luchtaanval. De U-boot liep hierbij ernstige schade op en hinkte terug naar de basis. De "melkkoe", U 459 schoot ter hulp en nam de gewonden over. Commandant Cremer bracht daarna drie maanden in het hospitaal door. Vier dagen lang nam eerste officier Helmut Kandzior de U 333 over totdat die zijn thuisbasis bereikte.
Van 9 oktober 1942 tot 22 november 1942 voerde kapitein-luitenant-ter-zee Lorenz Kasch het bevel over de boot.
Vanaf 22 november 1942 tot 17 mei 1943 was Oberleutnant Werner Schwaff bevelhebber van de U 333. Toen ondervond hij aan den lijve het 'geheime wapen van de verrassingsaanval' van de geallieerden. Op 18 mei 1943 tot 19 juli 1944 keerde de net herstelde en tot korvetkapitein bevorderde Peter-Erich Cremer weer op zijn vertrouwde boot terug. Op 20 juli 1944 werd hij afgelost door een nieuwe rekruut van de onderzeebootschool. Dit was de onfortuinlijke commandant Hans Fiedler. Commandant Cremer kreeg een nieuwe boot, de U 2519, een Type XXI U-boot onder zijn bevel.
18 november 1943 - Om 00:11 vond een treffen plaats met het konvooi MKS-30 uit Gibraltar. De torpedojager HMS Exe ramde de U 333 zodat die, met zware schade aan de boeg, naar zijn basis moest terugkeren en de aanval moest afbreken.

## Successen tegen vliegtuigen
4 maart 1942 - Een Britse Vickers Wellington-vliegtuig (Squadron 172/B) viel de U 333 aan en daarbij sneuvelden drie manschappen. Dit vliegtuig had in februari de U 268 tot zinken gebracht, maar werd nu zelf neergehaald door het boordgeschut van de U 333. Toen de Wellington zijn Leigh Light-zoeklicht aanstak, verraadde die zichzelf als oplichtend doelwit. De bommenwerper stortte vervolgens brandend in zee.
12 juli 1944 - Een Britse Short Sunderland-watervliegtuig van Squadron 228/U viel de U 333 aan, die al eerder was beschadigd in een gevecht met een Australische Sunderland-bommenwerper (Squadron Y/10).
Tegelijkertijd viel een andere Sunderland (Squadron 201/S) de boot aan. Na een schotenwisseling stortte één Sunderland brandend in zee. De grote logge Sunderlands waren niet erg wendbaar, zodat de Duitsers kans zagen het wegvliegende toestel in het vizier te houden en te beschadigen. De U 333 moest wél met zware schade terugkeren naar zijn basis.

## Ondergang
De U 333 werd uiteindelijk tot zinken gebracht op 31 juli 1944, westelijk van de Scilly-eilanden, in positie 49° 39′ 0″ NB, 7° 28′ 0″ WL door dieptebommen van de Britse sloep HMS Starling en het Britse fregat HMS Loch Killin. De voltallige 45-koppige bemanning, waaronder de toenmalige commandant kapitein-luitenant-ter-zee Hans Fiedler, kwam daarbij om.

## Commandanten
- 25 Aug, 1941 - 6 Okt, 1942: Kptlt. Peter-Erich Cremer (Ridderkruis)
- 6 Okt, 1942 - 9 Okt, 1942: Helmut Kandzior
- 9 Okt, 1942 - 22 Nov, 1942: Kptlt. Lorenz Kasch
- 22 Nov, 1942 - 17 Mei, 1943: Oblt. Werner Schwaff
- 18 Mei, 1943 - 19 Jul, 1944: KrvKpt. Peter-Erich Cremer (Ridderkruis)
- 20 Jul, 1944 - 31 Jul, 1944: Kptlt. Hans Fiedler (+)